# Челны-Баш
Челны-Баш (тат. Чаллыбаш) — деревня в Рыбно-Слободском районе Татарстана. Входит в состав Биектауского сельского поселения.

## География
Находится в центральной части Татарстана на расстоянии приблизительно 29 км на восток-северо-восток по прямой от районного центра поселка Рыбная Слобода.

## История
Известна с 1619 года, упоминалась также как деревня По речке Янтыбаровой ключ.
В «Списке населенных мест по сведениям 1859 года», изданном в 1866 году, населённый пункт упомянут как казённая деревня Челныбаш 2-го стана Лаишевского уезда Казанской губернии. Располагалась при безымянных ключах, по левую сторону торговой Ногайской дороги, в 70 верстах от уездного города Лаишево и в 40 верстах от становой квартиры в казённом селе Карабаяны (Богородское). В деревне, в 26 дворах жили 155 человек (72 мужчины и 83 женщины), была мечеть.

## Население
Постоянных жителей было: в 1782 — 31 душа мужcкого пола, в 1859—147, в 1897—179, в 1908—211, в 1920—234, в 1926—243, в 1938—300, в 1949—331, в 1958—279, в 1970—318, в 1989—123, в 2002 году 141 (татары 100 %), в 2010 году 124.